# Ersilia Menesini
Ersilia Menesini (Capannori, 12 luglio 1958) è una psicologa italiana, nota a livello nazionale ed internazionale per le sue ricerche nell'ambito del bullismo e del ciberbullismo.

## Biografia
Laureatasi in pedagogia il 26 giugno 1984 alla Facoltà di magistero dell'Università degli Studi di Firenze con 110 e lode, conseguì il dottorato in psicologia nello stesso ateneo il 22 giugno 1994.
Chiamata come ricercatrice nel 1996 all'Università degli Studi di Padova, nel 1999 si trasferì alla Facoltà di scienze della formazione dell'Università di Firenze e nel 2002 divenne professoressa associata nella Facoltà di psicologia del medesimo ateneo.
Nominata nel 2014 professoressa ordinaria alla cattedra di psicologia dello sviluppo e dell'educazione dell'Università di Firenze, nel 2015 fu professoressa invitata all'Università di Siviglia e nel 2016 all'Università dell'Arizona e all'Università della Columbia Britannica.
Il primo settembre 2017 fu nominata presidentessa della Società europea di psicologia dello sviluppo, incarico che ha mantenuto per due anni. Dal 2019 è direttrice del Dipartimento formazione, lingue, intercultura, letterature e psicologia dell'ateneo fiorentino.

## Attività scientifica
Autrice di numerose pubblicazioni in Italia e all'estero con un Indice H Google Scholar pari a 48, è responsabile scientifico della piattaforma Elisa, sistema di formazione e monitoraggio online del bullismo e del ciberbullismo in tutte le scuole italiane, disposto dal Ministero dell'istruzione e del merito in ottemperanza al piano nazionale ex lege 29 maggio 2017, n. 71 “Disposizioni a tutela dei minori per la prevenzione ed il contrasto del fenomeno del cyberbullismo”.
Ha fornito un contributo fondamentale nello studio e nella prevenzione del bullismo e del cyberbullismo, sviluppando modelli teorici e interventi pratici validati scientificamente. Le sue ricerche hanno spaziato dall’analisi del disimpegno morale e dei valori individuali nei comportamenti devianti tra pari, alla sperimentazione di interventi evidence-based nelle scuole, come il programma “Noncadiamointrappola” e il protocollo PEBUC, volto alla gestione strutturata dei casi di bullismo. Ha proposto un modello multilivello per la prevenzione del cyberbullismo, che integra promozione della salute, prevenzione e riabilitazione, e ha indagato l’efficacia di progetti in ambienti virtuali per la prevenzione del fenomeno. Tutti questi contributi testimoniano un approccio integrato e scientificamente fondato, volto a formare scuole più consapevoli e attrezzate nell'affrontare il disagio relazionale tra pari.

## Opere
- Bullismo che fare?, Firenze, Giunti Psychometrics, 2000, ISBN 978-8809018860.
- Bullismo, Gardolo, Edizioni Centro Studi Erickson, 2003, ISBN 88-7946-513-9.
- con Giuliana Pinto e Annalaura Nocentini (a cura di), Apprendimento e competenza sociale nella scuola, Roma, Carocci Editore, 2014, ISBN 978-88-430-7207-1.
- con Fedele Ruggeri (a cura di), Quartiere, famiglia e scuola insieme, Milano, FrancoAngeli, 2014, ISBN 978-8891707093.
- con Anna Nocentini e Benedetta Emanuela Palladino, Prevenire e contrastare il bullismo e il cyberbullismo, Bologna, il Mulino, 2017, ISBN 978-8815272980.
- con Annalaura Nocentini, Con i bulli non si scherza, Roma, Gedi, 2018, ISBN 978-8883718182.